# トラッキン
「トラッキン」（Truckin' ）は、グレイトフル・デッドが1970年に発表した楽曲。1971年にシングルカットされた。

## 概要
ツアーの宿泊先の出来事やドラッグの常用をテーマにロバート・ハンターが詞を書いた。1970年1月31日にニューオリンズのバーボン・ストリートでバンドのメンバーほか19名が麻薬の所持容疑により逮捕、起訴された。実際にあったこの事件も歌詞に織り込まれている。作曲はジェリー・ガルシア、フィル・レッシュ、ボブ・ウィアーの3人。リード・ボーカルはボブ・ウィアーがとった。1970年8月から9月にかけてサンフランシスコのウォーリー・ハイダー・スタジオで録音された。
1970年11月1日発売のアルバム『American Beauty』に収録され、翌1971年1月20日にシングルカットされた。シングルバージョンは基本的にアルバムのバージョンを元にしているものの、多くの相違点がある。長さがシングル用に3分13秒に縮められている点、ガルシアのリード・ギターのパートがところどころ異なる点、ウィアーのリード・ボーカルに電気的処理が施されている点などである。シングルのB面はガルシアがリード・ボーカルをとる「さざ波（Ripple）」。
シングル・バージョンは1971年12月25日付のビルボード・Hot 100で64位を記録した。
2001年のアルバムの再発盤にシングル・バージョンとライブ・バージョン（1970年12月26日、カリフォルニア州エルモンテ）が収録されている。
1972年のライブ・アルバム『Europe '72』に収められたライブ・バージョンは13分8秒あり、後半のジャム・セッションはそのまま次の曲「Epilogue」になだれ込む。
1977年に発売されたコンピレーション・アルバム『What a Long Strange Trip It's Been』のタイトルは、リフレインされる歌詞「この間ふと思った／よくもまあこんな長く奇妙な旅を続けてきたものだと」（Lately it occurs to me / What a long strange trip it's been）からとられた。

## 演奏者
- ボブ・ウィアー - リズム・ギター、リード・ボーカル
- ジェリー・ガルシア - リード・ギター、バッキング・ボーカル
- フィル・レッシュ - ベース、バッキング・ボーカル
- ビル・クルーツマン - ドラムズ
- ミッキー・ハート - ドラムズ
- ハワード・ウェールズ - オルガン[3]